# Steigerwaldklinik Burgebrach
Die Steigerwaldklinik ist ein Krankenhaus der Grund- und Regelversorgung in Burgebrach. Eröffnet wurde es 1998.
Nicht zu verwechseln ist es mit der Klinik am Steigerwald in Gerolzhofen.

## Geschichte
Der Vorläufer für die heutige Klinik am Eichelberg war das Kreiskrankenhaus, welches sich im Ortskern von Burgebrach befand. Es konnte auf eine 150-jährige Geschichte zurückblicken. Zunächst als Distriktkrankenhaus betrieben, erfolgte ab 1946 der Umbau zum Kreiskrankenhaus. Betrieben wurde das Kreiskrankenhaus bis 1998, bis der Neubau am Rande Burgebrachs fertiggestellt war. Einige Teile, wie das Schwesternwohnheim wurden abgerissen, das Hauptgebäude, welches ursprünglich als Amtsgericht errichtet wurde, dient heute als Bürgerhaus. Auf dem ehemaligen Campus befindet sich heute daneben das neu errichtete Seniorenwohnheim St. Vitus. Bereits 1995 wurde das Krankenhaus in die Gemeinnützige Krankenhausgesellschaft (GKG) des Landkreises Bamberg eingegliedert, wo es zusammen mit der Juraklinik Scheßlitz eines von zwei Krankenhäusern ist.
Im Jahr 1995 erfolgte der Spatenstich für den Neubau der Steigerwaldklinik etwas außerhalb der Ortslage am Eichelberg. Eröffnet wurde das Gebäude mit drei Flügeln am 1. Januar 1998. Fünf Jahre später, im Jahr 2003 kam die Klinik am Eichelberg in Form eines runden Anbaus hinzu, einige Jahre später erfolgte der Bau eines medizinischen Versorgungszentrums mit Arztpraxen, welches ebenfalls direkt mit dem Krankenhaus verbunden ist. Das Krankenhaus verfügt unter anderem über eine Cafeteria und eine Kapelle.

## Medizinische Fachgebiete
(Quelle: )
- Innere Medizin
  - Gastroenterologie
  - Herz-Kreislauf-Erkrankungen
  - Pulmonologie
  - Angiologie
  - Stoffwechselerkrankungen
  - Neurologisch-psychiatrische Erkrankungen
- Interventionelle Kardiologie
- Herzkatheteruntersuchungen
- Rhythmologie
- Funktionsuntersuchungen
- Fachabteilung Chirurgie
  - Allgemein- und Viszeralchirurgie
  - Unfall- und Orthopädische Chirurgie
  - Phlebologie
- Allgemeine Chirurgie
- Viszeralchirurgie
- Unfallchirurgie / Orthopädische Chirurgie
- Wirbelsäulenchirurgie
- Fachabteilung Intensivmedizin
- Fachabteilung Psychosomatische Medizin und Psychotherapie
- Zentral- und Notaufnahme